# Jean III. (Armagnac)
Jean III. (* um 1359; † 25. Juli 1391 in Alessandria, Lombardei), Graf von Armagnac und Rodez, war der Sohn des Grafen Jean II., genannt le Bossu (der Bucklige), und der Jeanne de Périgord.
Er heiratete 1378 Marguerite de Boulogne, Gräfin von Comminges (1363–1443). 1390 erhob er Ansprüche auf das Königreich Mallorca, wurde aber von den Truppen des Königs Johann I. von Aragonien bei Navata geschlagen.
Nachdem er und seine Armee sich noch eine Zeit lang im Roussillon aufgehalten hatten, musste er 1391 nach Italien gehen, um seinem Schwager Carlo Visconti, Herrn von Parma und Ehemann seiner Schwester Béatrice, gegen Gian Galeazzo Visconti, den Herzog von Mailand, beizustehen.